# Солт (филм)
Солт (енгл. Salt) је амерички играни филм редитеља Филипа Нојса из 2010. године у којем главну улогу тумачи Анџелина Џоли.
Живот агентице ЦИА Евелин Салт постаје ружан када је оптужена за планирање убиства руског председника. Међутим, она бежи и покушава да докаже своју невиност.

## Радња
У севернокорејском затвору, Евелин Салт је брутално испитана у покушају да добије признање да припада америчкој обавештајној служби. Неочекивано, она је пуштена као део размене. Колега из ЦИА Тед Винтер, који ју је дочекао на граничном прелазу, каже да је пуштена трудом њеног блиског пријатеља, познатог арахнолога Мајкла Краусеа. Мајкл касније постаје Евелинин муж.
Две године касније, Салт, заједно са Винтером и агентом ФБИ-ја Пибодијем, испитује руског пребега Орлова. Орлов говори о „Дану Кс“ – операцији замишљеној у СССР-у током Хладног рата за уништење Сједињених Држава уз помоћ агената уведених у специјалне службе земље: на сахрани потпредседника САД у Њујорку, руски председник Матвејев убиће руска шпијунка Евелин Салт. На њу пада сумња да је „кртица“. Винтер покушава да заштити Салт, док Пибоди инсистира да је ухапси. У то време, Орлов бежи, убијајући двојицу запослених који су га пратили. Искористивши превирања, Евелин бежи са својим изузетним знањем и способностима. Код куће открива нестанак свог мужа и успева да побегне, пунећи путну торбу оружјем и опремом, као и узимајући отровне пауке које је њен муж држао.
Након што побегне од потере, Салт лети у Њујорк, мења свој изглед и припрема се за операцију, укључујући вађење отрова из паука. Током погребне церемоније, она се ушуња у строго чувану цркву Светог Вартоломеја, ухвати председника Матвејева и у тренутку доласка снага безбедности пуца у њега. Хватају је, туку и одводе, али Солт успева да побегне дуж пута. Медији извештавају о смрти руског председника.
Показујући хероинина сећања на одрастање у Совјетском Савезу, Орлов учи њу и другу децу да га послушају и придобију америчку владу - до Дана Кс. Након завршене обуке, исценира се смрт њених родитеља у саобраћајној несрећи, завијена Салт се састаје са америчким конзулом и шаље је у Сједињене Државе.
Салт стиже шлепом, где је чека Орлов и десетак руских агената са којима је Салт одрасла и добила посебну обуку. Да би се уверила у Солтову апсолутну приврженост, везаног Мајкла убијају у њеном присуству, али она споља не изражава никакве емоције, само пита Орлова да ли је сада задовољан. Орлов и остали агенти спуштају оружје и поздрављају Салт, позивајући њену сестру. Орлов јој даје следећи задатак: она мора да се састане са другим агентом, официром НАТО-а, заједно са њим да изврши атентат на председника САД и преузме контролу над нуклеарним потенцијалом земље. Након што је саслушао задатак, Салт убија Орлова, а затим се обрачунава са свим осталим агентима на баржи.
Затим Салт одлази на састанак са официром НАТО-а и препознаје га као Шнајдера, којег познаје од детињства у центру за обуку Орлов. Шнајдер, под маском пуковника Томаша, путује са Солтом у Белу кућу. Овде Шнајдер чини намерно самоубилачки чин тако што отвара изненадну ватру и детонира бомбу. Шнајдер је убијен, тајна служба води председника у подземни бункер, где почињу припреме за лансирање стратешких пројектила и активирају шифре за лансирање нуклеарне актовке за то. Сол улази у бункер за њима, неутралишући постављене стражаре на путу. Током поступка за активирање кодова, Винтер изненада отвара ватру и убија све осим председника, који се представља као Николај Тарковски, а затим га ударцем онесвести. Зима наставља да се припрема за лансирање пројектила, ставља председникову руку на скенер ради идентификације. Када се Салт појављује, објашњава да планира да лансира ракете на Техеран и Меку и тиме изазове уједињење 1,6 милијарди муслимана против Сједињених Држава. Салт покушава да је наговори да је пусти унутра. Зима оклева, али онда из једне ТВ емисије сазнаје да председник Матвејев заправо није умро, већ да се пробудио од дејства парализујућег отрова. Винтер осуђује Салт да се заљубила у Мајкла уместо да га регрутује и каже да је помогао Орлову да киднапује њеног мужа. Салт успева да упадне у бункер и после дуге борбе са Винтером успева да у последњем тренутку заустави лансирање нуклеарних пројектила. Агенти који се појављују пуцају на Салт, она пада, али је панцир спасава. Док је провођена поред Винтера, она га убија лисицама.
Сол се ставља у хеликоптер, где она објашњава Пибоди свој задатак, разлог Винтеровог убиства и ситуацију са бројним кртицама. У почетку, Пибоди је скептичан и туче Салта. Али када добије СМС са поруком да су Салтови отисци прстију пронађени на баржи где су Орлов и други руски агенти пронађени мртви, Пибоди почиње да верује да Салт планира да неутралише руске агенте. Он је ослобађа лисица, а она искаче из хеликоптера у воду. У последњој сцени, два хеликоптера круже изнад воде, а Сол излази на обалу и сва крвава, у светлој кошуљи, јури кроз снег међу дрвеће.

## Улоге
| Глумац        | Улога        |
| ------------- | ------------ |
| Анџелина Џоли | Евелин Солт  |
| Лијев Шрајбер | Тед Винтер   |
| Чуител Еџофор | Агeнт Пибоди |
| Аугуст Дил    | Мајк Краус   |